# Пельт, Иван Александрович
 Иван Александрович Пельт (1779 или 1780 — 1829) — лектор французского языка и словесности в Императорском Московском университете.

## Биография
Происходил из дворянской французской семьи, родился 3 июня 1780 года в Меце — по одним сведениям 3 июля 1779 года; по другим — 3 июня 1780 года.
В 1803 году в чине инженер-поручика прибыл в Россию. С 1810 года начал педагогическую деятельность в различных московских учебных заведениях: в Коммерческом училище (с 1810 года), в Екатерининском институте (с 1811 года), в Университетском благородном пансионе (с 1814 года), в Московском университете (с 1816 по 1829 годы) и в кадетском корпусе (с 1826 года). Пельт преподавал синтаксис и объяснял теоретические правила словесности; отличался хорошим произношением французских стихов.
Скончался в 1829 году — 15 июля или 15 июня, похоронен на Введенском кладбище.